# Смагулов, Айдын Кудайбергенулы
Айды́н Кудайбергенулы́ Смагу́лов (род. 1 декабря 1976, Усть-Каменогорск) — казахстанский и киргизский дзюдоист, бронзовый медалист Олимпийских игр 2000 года, серебряный призёр чемпионата Азии, победитель Центральноазиатских игр 1999 года, четырёхкратный победитель международного турнира памяти Санжара Жандосова, победитель международного турнира памяти Жаксыгельды Хамитжанова 1999 года. Мастер спорта Кыргызской Республики (2000), заслуженный мастер спорта Республики Казахстан, заслуженный тренер Республики Казахстан. Кавалер медали «Данк» и ордена «Дзюдо Тарланы» II степени.

## Спортивная биография
Родился в Казахстане, где и начал заниматься дзюдо в 1986 году. Тренировался в городе Ушарале под руководством Бакытбека Толеухановича Мустафина вместе со своим старшим братом Рустемом, потом переехал в Усть-Каменогорск и занимался у Жанадила Атаева. После нескольких неудачных попыток пробиться в основной состав сборной в весе до 60 кг принял решение сменить гражданство, когда на Центральноазиатских играх 1999 года в Бишкеке на него обратил внимание известный киргизский спортивный деятель Туратбек Калыбаев и предложил выступать за сборную Кыргызстана вместе с Сагдатом Садыковым. И уже в мае 2000 года была завоёвана первая медаль. На чемпионате Азии в Осаке Смагулов выиграл серебряную медаль.
На Олимпийских играх 2000 года в Сиднее уступил уже во втором раунде кубинцу Маноло Пулоту. Но поскольку тот вышел в полуфинал турнира, Айдыну выпало право участвовать в утешительном турнире за бронзовую медаль. Смагулов провёл его очень уверенно и выиграл 4 схватки, три из которых закончились иппоном. Эта бронзовая медаль стала первой олимпийской наградой в истории Кыргызстана. Смагулов остаётся единственным дзюдоистом, выигравшим олимпийскую медаль под флагом Кыргызстана.
С 2001 года принял решение снова выступать за сборную Казахстана, но серьёзных достижений в его карьере больше не было. В большинстве случаев Смагулову даже не удавалось попасть в первый состав сборной. Какое-то время Айдын выступал в категории до 66 кг.
С 2005 года работал старшим тренером Алматинской области по дзюдо, в 2008—2010 годах — старшим тренером молодёжной сборной Казахстана по дзюдо. С 2010 по 2012 год трудился на должности первого заместителя директора дворца спорта «Жастар» в Талдыкорганe, а затем уже в тренерском штабе сборной Казахстана. 18 января 2018 года назначен главным тренером мужской сборной команды Казахстана по дзюдо. 19 ноября 2020 года покинул должность по состоянию здоровья.